# Eagle Engineering

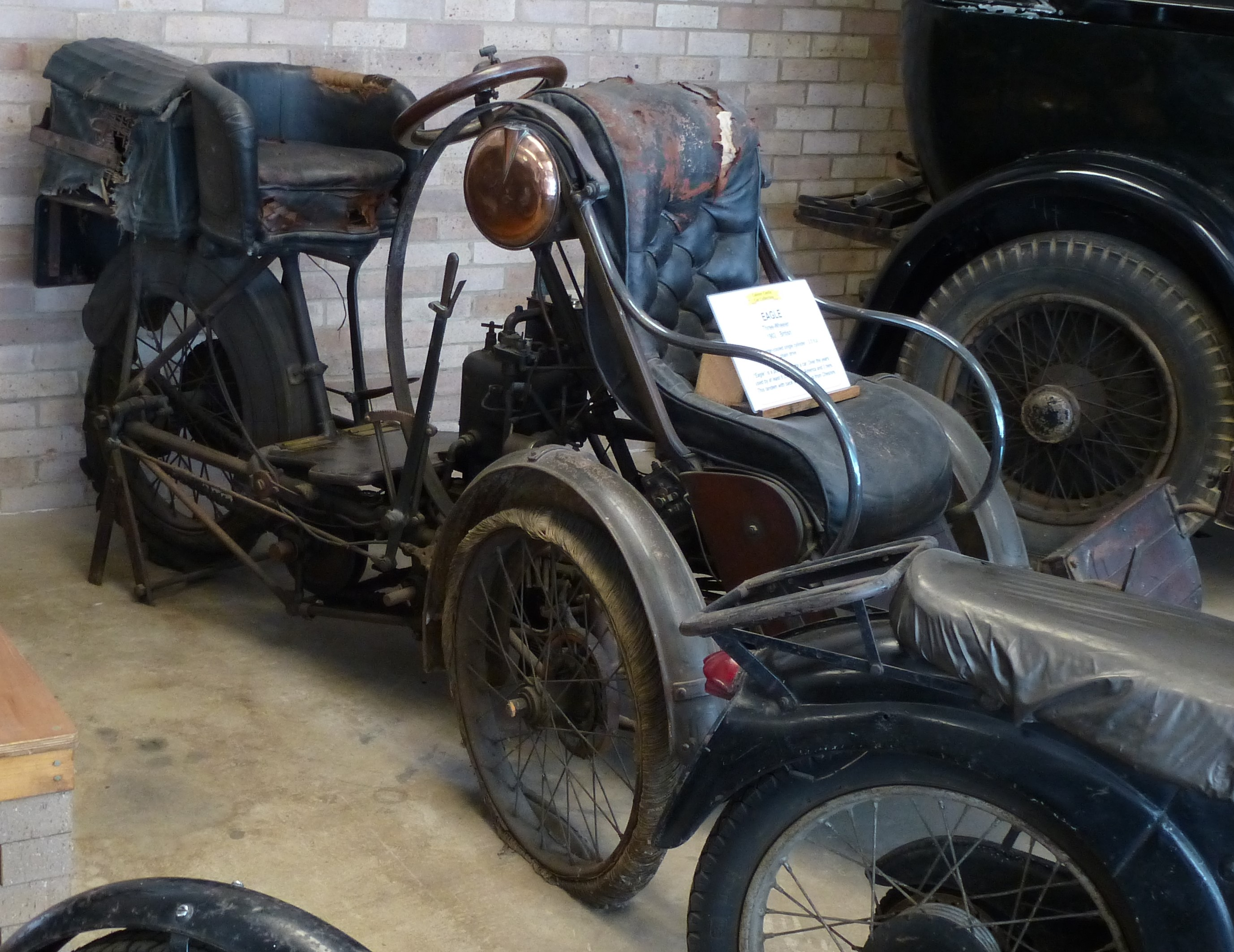
Eagle Tricar

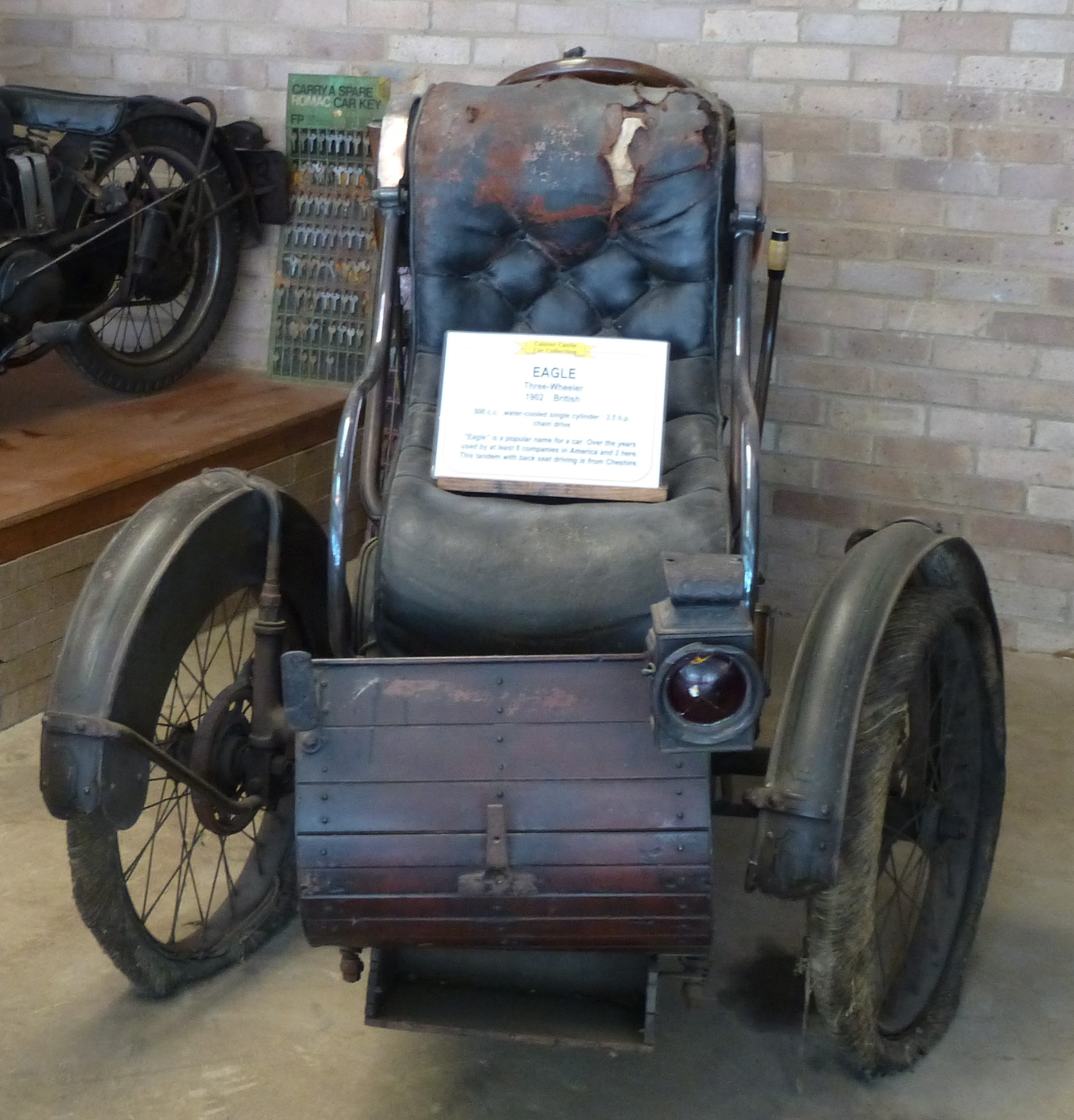
Frontansicht

Eagle war eine britische Automarke.

## Unternehmensgeschichte
Ralph Jackson, der zuvor bei Century Engineering tätig war, gründete 1901 das Unternehmen Eagle Engineering & Motor Co Limited in Altrincham in Cheshire zur Produktion von Automobilen. 1907 erfolgte die Übernahme durch St. George’s Motor Car Co Limited aus Leeds. Die Fahrzeuge wurden danach als New Eagle angeboten. 1908 endete die Produktion.

## Fahrzeuge

### Eagle
Das erste Modell war das Tandem, ein Dreirad, bei dem sich das einzelne Rad hinten befand. Zwischen 1903 und 1906 gab es die Zweizylindermodelle 9 HP mit 1244 cm³ Hubraum und 12/16 HP mit 2471 cm³ Hubraum sowie das Vierzylindermodell 16 HP.
Ein Fahrzeug dieser Marke ist im Caister Castle Motor Museum in Caister-on-Sea zu besichtigen.

### New Eagle
Ab 1907 gab es unter dem Markennamen New Eagle die Vierzylindermodelle 10/12 HP, 24/30 HP und 35/45 HP. 